# آنته کلوگ
آنته کلوگ (انگلیسی: Annette Klug؛ زادهٔ ۲۴ ژانویهٔ ۱۹۶۹) شمشیرباز اهل آلمان بود.
وی در مسابقات کشوری و بین‌المللی در مجموع برندهٔ ۱ مدال طلا شده‌است.